# Guerra de Margallo
A Guerra de Margallo, também conhecida como Primeira Guerra do Rife ou Primeira Campanha de Melilla, foi um conflito entre a Espanha e 39 das tribos do Rife, no norte do Marrocos, que começou em 3 de outubro de 1893. Mais tarde, o Sultão Hassan I declarou guerra à Espanha abertamente em 9 de novembro de 1893, e a guerra terminou oficialmente com a assinatura do Tratado de Fez, em 1894.

## Situação histórica
Em 1497, o reino de Castela capturou a cidadela de Melilla. No século XIX, a Espanha passou a investir no desenvolvimento econômico dos territórios periféricos. Tratados com o Marrocos em 1859, 1860 e 1861 consolidaram os interesses crescentes da Espanha. Em algum tempo, surgiram tensões entre patrulhas do exército espanhol e tribos berberes locais, hostis à Espanha e ao Marrocos, e sobre quem o sultão não tinha nenhum controle. Na década de 1890, piratas do Rife capturaram um navio mercante espanhol e sequestraram sua tripulação. Uma pequena expedição de resgate liderada pela canhoneira da Marinha espanhola Isla de Luzón concluiu que os cativos tinham sido vendidos como escravos.

## Cerco de Melilla
Após um período de escalada da violência, a guerra começou de facto em 3 de outubro, quando cerca de 6 000 guerreiros do Rife armados com rifles Remington desceram a montanha e atacaram o quartel da cidade. Os espanhóis travaram uma sangrenta batalha de um dia inteiro, sem descanso, totalizando 21 mortos e 100 feridos, enquanto os cidadãos de Melilla fugiram para a cidadela. Sem qualquer tipo de armamento pesado, o Rife tentou tomar de assalto a cidadela. Observadores estrangeiros descreveram o ataque como um "ato de fúria galante, mas fadado ao fracasso". Realmente, o ataque não deu certo, com os espanhóis tirando os atacantes de perto dos muros. Pela primeira vez, os espanhóis exerciam o poder de seus rifles Mauser 7 mm modelo 1893, que ficariam famosos na batalha de San Juan Hill. No total foram mortos 160 soldados do Rife. A artilharia espanhola foi adiantada e utilizada com bons resultados para bombardear a montagem rifenha em aldeias vizinhas, mas quando um bombardeio atingiu uma mesquita do lado de fora da cidade, o esforço dos rifenhos praticamente assumiu o caráter de uma Jihad.

### Resposta espanhola
A notícia do ataque trouxe febre de guerra à Espanha. O governo despachou o encouraçado Numancia e mais duas canhoneiras estacionadas em Málaga, colocou a frota em alerta e mobilizou o exército da Andaluzia para o serviço no exterior.

### A crise

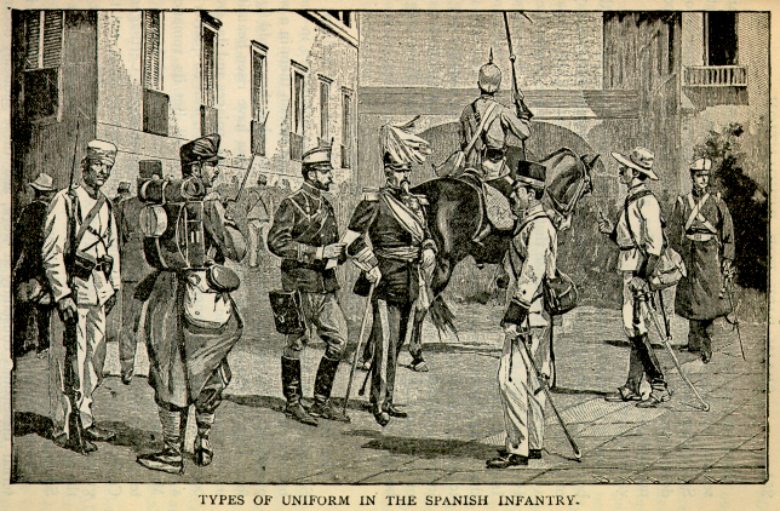
Tipos de uniformes da infantaria espanhola

Um destacamento de artilharia de Málaga chega em Melilla em 4 de outubro. Durante várias semanas, a situação estagnou. Juan García y Margallo, o governador de Melilla e comandante das forças espanholas; emitiu um ultimato ineficaz quando o sultão enviou um contingente de tropas regulares lideradas por Baja-el Arbi para restabelecer a situação, sem sucesso. Escaramuças foram travadas nas fortalezas de Camellos e San Lorenzo. Quando os rifenhos derrubaram os fortes que haviam capturado, Magallo implantou pequenos contingentes de infantaria e operários para realizar terraplanagem nas novas fortalezas Cabrerizas e Rostro Gordo. Em 22 de outubro, a canhoneira Conde de Venadito se dirigiu para a cidade de Ali Ouro, ancorou lá e virou seus canhões Hotchkiss em direção aos rifenhos. O navio disparou 31 vezes nas trincheiras rifenhas e retornou ao porto de Melilla sem causar nenhum dano. Por sua vez, cinco mil rifenhos fizeram um ataque pesado em Sidi Guarich em 27 de outubro. Para manter os rifenhos longe das fortalezas em construção, Margallo saiu em 28 de outubro liderando uma cluna de 2 000 soldados. Havia cerca de 3 000 rifenhos nas trincheiras. Os dois lados lutaram com coragem, mas os guerreiros rifenhos reuniram mais 6 000 reforços para a batalha, e a superioridade numérica fez com que os rifenhos aumentassem a linha de frente. Margallo, pensando ter visto o centro inimigo se enfraquecer, organizou um ataque contra as trincheiras dos rifenhos e sofreu baixas pesadas. Margallo ensaiou uma retirada, mas momentos depois, foi morto e seu distanciamento se desmontou. Apenas o general Ortega manteve as ordens para recuar. Naquele mesmo dia, o Governo espanhol enviou mais 4 batalhões de infantaria e 3 regimentos de cavalaria. No dia seguinte, Ortega liderou 3 000 soldados e varreu os rifenhos de suas trincheiras em ruínas.
No início de novembro, os sitiados se encontravam em uma luta desesperada pela sobrevivência. Grandes tropas rifenhas ocupavam as praias, frustrando os esforços da marinha espanhola para realizar o desembarque de tropas, cavalos e suprimentos. Os rifenhos expandiram suas trincheiras ao redor da cidade e criaram campo fortificados, bloqueando toda a comunicação entre a cidadela e os fortes periféricos e destruindo as estradas entre eles. Só a luta desesperada de soldados do turno da noite mantinha os postos estabelecidos com água, comida e munição. A atividade de várias fortalezas continuou sem pausa. Os defensores não tinham falta de materiais de construção, engenheiros e trabalhadores manuais e conseguiram continuar construindo seus redutos, mesmo cercados. Os espanhóis perderam 12 oficiais e 100 soldados durante o mês, enquanto as baixas dos rifenhos foram estimadas em 500 homens, a maioria pelos bombardeios. Com a chegada dos cruzadores blindados Alfonso XII e Isla de Luzón, a Espanha passou a aplicar seu poder naval a pleno efeito, promovendo incansáveis bombardeios na costa. Em 27 de novembro, o General Martinez de Campos trouxe 7 000 homens em reforço. Em abril de 1894, Martinez de Campos foi nomeado embaixador em Marrocos e conseguiu negociar as condições de paz diretamente com o sultão.

## Consequências
As potências europeias assistiram as campanhas espanholas contra o Rife de perto. A França, buscando um aliado para seus próprios projetos para a região, incentivou a expansão territorial espanhola, em detrimento do Marrocos. Em 1912, o tratado de Fez dividiu o Marrocos em dois protetorados, um espanhol (que ficava na região do atual Saara Ocidental) e um francês (o Marrocos atual).